# Бленкинсоп, Эрни
Эрнест Бленкинсоп (англ. Ernest Blenkinsop; 20 апреля 1902, Барнсли — 24 апреля 1969, Шеффилд), более известный как Эрни Бленкинсоп (англ. Ernie Blenkinsop — английский футболист, выступавший на позиции левого защитника. Считался одним из лучших крайних защитников своего поколения. В составе клуба «Шеффилд Уэнсдей» дважды становился чемпионом Англии (в 1929 и 1930 году). Также выступал за сборную Англии.

## Ранние годы
Родился в Кудуэрте неподалёку от Барнсли (Западный райдинг Йоркшира) 20 апреля 1902 года в семье Джеймса Холлингза Бленкинсопа и Энни Элизабет Бленкинсоп (в девичестве Грин). У него было шестеро братьев и сестёр.
В возрасте 13 лет начал работать в угольной шахте, где уже трудился его отец и старший брат Герберт. После частичного обрушения шахты чуть не погиб, выжив лишь потому, что быстро упал на землю.

## Клубная карьера

### Начало карьеры
В возрасте 15 лет Бленкинсоп вместе с братом начал играть в футбол в местной команде «Кудуэрт Виллидж» в старшем дивизионе Лиги Барнсли. Уже через несколько лет считался «звездой» своей команды, зарабатывая 30 шиллингов в неделю. В сезоне 1920/21 помог команде выйти в финал Кубка Барнсли и окрестностей. В финале на стадионе «Оуквелл» «Кудуэрт» проиграл клубу «Монкуэлл» со счётом 0:2, однако репортёр газеты Barnsley Independent особо выделил игру Бленкинсопа.
В 1921 году перешёл в «Халл Сити» за 100 фунтов и «бочку пива». Сам Бленкинсоп получил 10 фунтов за подписание контракта, а его зарплата выросла до 5 фунтов в неделю. Игрок также настоял на отработке оставшегося контракта в угольной шахте, однако владелец шахты отпустил его без отработки, так как боялся, что возможная травма сорвёт его трансфер. В составе «Халла» Бленкинсоп провёл полтора сезона, сыграв 11 официальных матчей.
20 января 1923 года Бленкинсоп перешёл в клуб «Уэнсдей» за 1250 фунтов. 27 января 1923 года дебютировал за «Уэнсдей» в матче против «Бери». Через несколько лет он стал одним из ключевых игроков шеффилдского клуба, который за несколько лет превратился из аутсайдера Второго дивизиона в чемпиона этого турнира в сезоне 1925/26. В сезонах 1928/29 и 1929/30 помог «Шеффилд Уэнсдей» выиграть чемпионский титул.
В октябре 1930 года сыграл за «Шеффилд Уэнсдей» в матче на Суперкубок Англии против «Арсенала» на «Стэмфорд Бридж», в котором «совы» проиграли «канонирам» со счётом 1:2. В составе «Уэнсдей» провёл 12 сезонов, сыграв более 400 официальных матчей во всех турнирах. Ему принадлежал рекорд по количеству матчей, проведённых за «Шеффилд Уэнсдей», который был побит вратарём Роном Спрингеттом в 1960-е годы. Однако без учёта вратарей Эрнест Бленкинсоп до сих пор остаётся рекордсменом клуба по числу проведённых матчей за всю его историю.
В марте 1934 года перешёл в «Ливерпуль» за 6500 фунтов. Дебютировал за клуб 17 марта 1934 года в матче против «Бирмингем Сити» на стадионе «Энфилд». Провёл в клубе три с половиной сезона. Делил капитанские обязанности с правым защитником Томом Купером. Во время выступлений за «Ливерпуль» его беспокоили травмы колена, из-за которых он играл гораздо реже, чем за «Шеффилд Уэнсдей». Всего провёл за «красных» 71 официальный матч.
26 ноября 1937 года перешёл в валлийский клуб «Кардифф Сити», выступавший в Третьем южном дивизионе Футбольной лиги Англии. 4 декабря 1937 года дебютировал за клуб в матче против «Миллуолла». Всего в сезоне 1937/38 провёл 11 матчей во всех турнирах. По окончании сезона объявил о завершении карьеры игрока, однако в дальнейшем выступал за клубы нижних дивизионов «Бакстон», «Брэдфорд Парк Авеню», «Галифакс Таун» и «Брэдфорд Сити», в том числе — в качестве гостевого игрока военного времени.

## Карьера в сборной
Бленкинсоп дебютировал за сборную Англии в товарищеском матче против сборной Франции 17 мая 1928 года в Париже.
Сыграл за сборную Англии 26 матчей, в четырёх из них — в качестве капитана. Свой последний матч за сборную провёл 1 апреля 1933 года: это была игра против сборной Шотландии.
Долгое время был рекордсменом сборной Англии по количеству проведённых подряд матчей. Его рекорд был побит Роджером Берном, который сыграл в 33 матчах сборной Англии подряд с момента своего дебюта за сборную до смерти в мюнхенской авиакатастрофе.

## Достижения
Шеффилд Уэнсдей
- Чемпион Первого дивизиона (2): 1928/29, 1929/30
- Чемпион Второго дивизиона: 1925/26

## Статистика выступлений
| Клуб             | Сезон            | Лига                  | Лига | Лига | Кубок | Кубок | Прочие | Прочие | Итого | Итого |
| Клуб             | Сезон            | Дивизион              | Игры | Голы | Игры  | Голы  | Игры   | Голы   | Игры  | Голы  |
| ---------------- | ---------------- | --------------------- | ---- | ---- | ----- | ----- | ------ | ------ | ----- | ----- |
| Халл Сити        | 1921/22          | Второй дивизион       | 3    | 0    | 0     | 0     | —      | —      | 3     | 0     |
| Халл Сити        | 1922/23          | Второй дивизион       | 8    | 0    | 0     | 0     | —      | —      | 8     | 0     |
| Халл Сити        | Итого            | Итого                 | 11   | 0    | 0     | 0     | 0      | 0      | 11    | 0     |
| Шеффилд Уэнсдей  | 1922/23          | Второй дивизион       | 16   | 0    | 2     | 0     | —      | —      | 18    | 0     |
| Шеффилд Уэнсдей  | 1923/24          | Второй дивизион       | 42   | 0    | 3     | 0     | —      | —      | 45    | 0     |
| Шеффилд Уэнсдей  | 1924/25          | Второй дивизион       | 14   | 0    | 0     | 0     | —      | —      | 14    | 0     |
| Шеффилд Уэнсдей  | 1925/26          | Второй дивизион       | 41   | 4    | 1     | 0     | —      | —      | 42    | 4     |
| Шеффилд Уэнсдей  | 1926/27          | Первый дивизион       | 37   | 0    | 3     | 0     | —      | —      | 40    | 0     |
| Шеффилд Уэнсдей  | 1927/28          | Первый дивизион       | 39   | 0    | 4     | 0     | —      | —      | 43    | 0     |
| Шеффилд Уэнсдей  | 1928/29          | Первый дивизион       | 39   | 1    | 2     | 0     | —      | —      | 41    | 1     |
| Шеффилд Уэнсдей  | 1929/30          | Первый дивизион       | 39   | 0    | 6     | 0     | —      | —      | 45    | 0     |
| Шеффилд Уэнсдей  | 1930/31          | Первый дивизион       | 40   | 0    | 2     | 0     | 1      | 0      | 43    | 0     |
| Шеффилд Уэнсдей  | 1931/32          | Первый дивизион       | 37   | 0    | 5     | 0     | —      | —      | 42    | 0     |
| Шеффилд Уэнсдей  | 1932/33          | Первый дивизион       | 23   | 0    | 0     | 0     | —      | —      | 23    | 0     |
| Шеффилд Уэнсдей  | 1933/34          | Первый дивизион       | 26   | 0    | 3     | 0     | —      | —      | 29    | 0     |
| Шеффилд Уэнсдей  | Итого            | Итого                 | 393  | 5    | 31    | 0     | 1      | 0      | 425   | 5     |
| Ливерпуль        | 1933/34          | Первый дивизион       | 9    | 0    | 0     | 0     | —      | —      | 9     | 0     |
| Ливерпуль        | 1934/35          | Первый дивизион       | 16   | 0    | 0     | 0     | —      | —      | 16    | 0     |
| Ливерпуль        | 1935/36          | Первый дивизион       | 37   | 0    | 0     | 0     | —      | —      | 37    | 0     |
| Ливерпуль        | 1936/37          | Первый дивизион       | 7    | 0    | 0     | 0     | —      | —      | 7     | 0     |
| Ливерпуль        | 1937/38          | Первый дивизион       | 2    | 0    | 0     | 0     | —      | —      | 2     | 0     |
| Ливерпуль        | Итого            | Итого                 | 71   | 0    | 0     | 0     | 0      | 0      | 71    | 0     |
| Кардифф Сити     | 1937/38          | Третий южный дивизион | 10   | 0    | 1     | 0     | —      | —      | 11    | 0     |
| Всего за карьеру | Всего за карьеру | Всего за карьеру      | 485  | 5    | 32    | 0     | 1      | 0      | 518   | 5     |

## Личная жизнь
1 июня 1926 года женился на Уинифред Стюарт в Шеффилде. У пары родилось двое детей, Берил и Барри.
После завершения футбольной карьеры работал в чугунолитейном цеху. После Второй мировой войны и до самой своей смерти работал в пабе в Кросспуле (Шеффилд).